# Aldina
Aldina là một chi thực vật ở Venezuelan Amazonia, trong họ Fabaceae. 